# Vahtsajärvi
Vahtsajärvi är en sjö i Kiruna kommun i Lappland och ingår i Torneälvens huvudavrinningsområde. Sjön har en area på 0,96 kvadratkilometer och ligger 753 meter över havet. Sjön avvattnas av vattendraget Vahtsajoki.

## Delavrinningsområde
Vahtsajärvi ingår i det delavrinningsområde (763865-171001) som SMHI kallar för Utloppet av Vahtsajärvi. Medelhöjden är 773 meter över havet och ytan är 6,9 kvadratkilometer. Det finns inga avrinningsområden uppströms utan avrinningsområdet är högsta punkten. Vahtsajoki som avvattnar avrinningsområdet har biflödesordning 4, vilket innebär att vattnet flödar genom totalt 4 vattendrag innan det når havet efter 534 kilometer. Avrinningsområdet består mestadels av kalfjäll (85 procent). Avrinningsområdet har 1,05 kvadratkilometer vattenytor vilket ger det en sjöprocent på 15,2 procent.